# Davina McCall
Davina Lucy Pascale McCall (Londra, 16 ottobre 1967) è una conduttrice televisiva britannica.

## Biografia
Nata nel quartiere londinese di Wimbledon da madre francese, trascorre un'infanzia difficile dal momento che i suoi genitori di separano quando lei ha tre anni e sua madre se ne va a Parigi. Vive con i nonni nel Surrey fino all'età di 13 anni. A 19 anni inizia a cantare. Nel 1991 appare come ballerina nel video del brano Word Is Out di Kylie Minogue.
Nel 1992 inizia a lavorare come conduttrice televisiva presso l'emittente MTV Europe. Nel 1995 passa a ITV, dove conduce il game-show notturno God's Gift. Nel 1998 conduce su Channel 4 il gioco Streetmate. Da lì a poco conduce Don't Try This at Home! fino al 2001.
Nei primi anni 2000, sempre su ITV, conduce diversi programmi, talent-show e game-show come Popstars: The Rivals (2002), The Vault (2002), Reborn in the USA (2003) e Love on a Saturday Night (2004).
Nel 2003 conduce i BRIT Awards. Partecipa a numerose edizioni del programma di beneficenza Comic Relief.
Viene poi scelta da Channel 4 conduttrice della prima edizione di Big Brother (Grande Fratello). Conduce il Grande Fratello britannico per undici edizioni, dal 2000 al 2010. Ha anche presentato Celebrity Big Brother (2001-2002, 2005-2007, 2009-2010) e l'evento benefico UK Radio Aid (2005). Dal 2010 è al timone di The Million Pound Drop Live. Sempre dal 2010 è alla guida del talent-show dedicato alla danza Got to Dance.
Tra gli altri suoi programmi degli anni 2010 vi sono The Biggest Loser, Long Lost Family (con Nicky Campbell), Five Minutes to a Fortune, Stepping Out e The Jump.

## Filmografia parziale
- Dead Set – serie TV, 3 episodi (2008)